# Stopplaats Elsenerbroek
Elsenerbroek (geografische afkorting Esb) was een stopplaats bij Elsenerbroek aan de voormalige spoorlijn Neede - Hellendoorn. De stopplaats was geopend van 1 mei 1910 tot 1 juni 1925. Het stationsgebouw uit 1910 werd in 1970 gesloopt.